# Episodi di Looney Tunes Cartoons
Questo è un elenco degli episodi della serie televisiva animata Looney Tunes Cartoons.

## Prima stagione
| nº | Titolo originale                            | Titolo italiano | Pubblicazione USA | Prima TV Italia  |
| -- | ------------------------------------------- | --- | ----------------- | ---------------- |
| 1  | The Curse of the Monkeybird                 | La maledizione della scimmia uccello                                                                                                   | 27 maggio 2020    | 3 giugno 2021    |
| 1  | Marvin Flag Gag: Deflating Planet           | | 27 maggio 2020    | 3 giugno 2021    |
| 1  | Harm Wrestling                              | Braccio di ferro esplosivo | 27 maggio 2020    | 3 giugno 2021    |
| 2  | Big League Beast                            | Una partita mostruosa | 27 maggio 2020    | 4 giugno 2021    |
| 2  | Bugs Hole Gags: Mini Elmer                  | | 27 maggio 2020    | 4 giugno 2021    |
| 2  | Firehouse Frenzy                            | Un incendio ghiacciato | 27 maggio 2020    | 4 giugno 2021    |
| 3  | Boo! AppeTweet                              | A caccia di fantasmi | 27 maggio 2020    | 5 giugno 2021    |
| 3  | Bugs Hole Gags: Plunger                     | | 27 maggio 2020    | 5 giugno 2021    |
| 3  | Bubble Dum                                  | Una situazione appiccicosa | 27 maggio 2020    | 5 giugno 2021    |
| 4  | Pain in the Ice                             | Caccia sul ghiaccio | 27 maggio 2020    | 6 giugno 2021    |
| 4  | Tunnel Vision                               | Illusioni ottiche | 27 maggio 2020    | 6 giugno 2021    |
| 4  | Pool Bunny                                  | Un coniglio in piscina | 27 maggio 2020    | 6 giugno 2021    |
| 5  | Pest Coaster                                | Il parco divertimenti | 27 maggio 2020    | 7 giugno 2021    |
| 5  | Rhino Ya Don't                              | Il rinoceronte e il canarino | 27 maggio 2020    | 7 giugno 2021    |
| 6  | Buzzard Skool                               | Lezione di caccia | 27 maggio 2020    | 8 giugno 2021    |
| 6  | Marvin Flag Gag: Living Planet              | Uno strano pianeta | 27 maggio 2020    | 8 giugno 2021    |
| 6  | Wet Cement                                  | Porky muratore | 27 maggio 2020    | 8 giugno 2021    |
| 7  | Siberian Sam                                | Siberiano Sam | 27 maggio 2020    | 9 giugno 2021    |
| 7  | Bugs Hole Gags: Fishing Pole                | La tana mobile | 27 maggio 2020    | 9 giugno 2021    |
| 7  | Fleece & Desist                             | La solita routine | 27 maggio 2020    | 9 giugno 2021    |
| 7  | Marvin Flag Gag: Mirror Planet              | Doppio Marvin | 27 maggio 2020    | 9 giugno 2021    |
| 8  | Grilled Rabbit                              | L'interrogatorio | 27 maggio 2020    | 10 giugno 2021   |
| 8  | Cactus if you Can                           | Pericolo, cactus | 27 maggio 2020    | 10 giugno 2021   |
| 8  | Shower Shuffle                              | Una doccia per due | 27 maggio 2020    | 10 giugno 2021   |
| 9  | Overdue Duck                                | Anatre e poesie | 27 maggio 2020    | 11 giugno 2021   |
| 9  | Bugs Hole Gags: Bees                        | Api a sorpresa | 27 maggio 2020    | 11 giugno 2021   |
| 9  | Vincent Van Fudd                            | Artista in pista | 27 maggio 2020    | 11 giugno 2021   |
| 10 | Hare Restoration                            | La cena galante | 27 maggio 2020    | 12 giugno 2021   |
| 10 | TNT Trouble                                 | A colpi di dinamite | 27 maggio 2020    | 12 giugno 2021   |
| 10 | Plumber's Quack                             | Daffy idraulico | 27 maggio 2020    | 12 giugno 2021   |
| 11 | Bugs Bunny's 24-Carrot Holiday Special      | Lo speciale natalizio a 24 carote di Bugs Bunny (Elfi in sciopero/Il Taz canterino/Canarino in offerta/Caccia invernale/Guerra fredda) | 3 dicembre 2020   | 24 dicembre 2021 |
| 12 | Daffucino                                   | Daffuccino | 21 gennaio 2021   | 13 giugno 2021   |
| 12 | Bugs Hole Gags: Moving Hole                 | | 21 gennaio 2021   | 13 giugno 2021   |
| 12 | Kitty Livin'                                | Una casa da arredare | 21 gennaio 2021   | 13 giugno 2021   |
| 13 | Chain Gang(sters)                           | Criminali incatenati | 21 gennaio 2021   | 14 giugno 2021   |
| 13 | Telephone Pole Gag: Sylvester Car Jack Lift | Scarpe esplosive | 21 gennaio 2021   | 14 giugno 2021   |
| 13 | Falling for It!                             | Voliamo insieme | 21 gennaio 2021   | 14 giugno 2021   |
| 14 | Taziator                                    | Taz il gladiatore | 21 gennaio 2021   | 22 giugno 2021   |
| 14 | Marvin Flag Gag: Little Martian             | La bandiera codarda | 21 gennaio 2021   | 22 giugno 2021   |
| 14 | Climate Control                             | Pioggia, fulmini e saette | 21 gennaio 2021   | 22 giugno 2021   |
| 15 | Lepreconned                                 | Vacanze in Irlanda | 21 gennaio 2021   | 22 giugno 2021   |
| 15 | Marvin Flag Gag: Flag Won't Stay Straight   | Restare sospesi | 21 gennaio 2021   | 22 giugno 2021   |
| 15 | Brave New Home                              | La nuova casa | 21 gennaio 2021   | 22 giugno 2021   |
| 16 | The Case of Porky's Pants                   | I pantaloni scomparsi | 21 gennaio 2021   | 23 giugno 2021   |
| 16 | Fully Vetted                                | La visita di controllo | 21 gennaio 2021   | 23 giugno 2021   |
| 17 | Erabbitcator                                | Taddeo Terminator | 21 gennaio 2021   | 23 giugno 2021   |
| 17 | Marvin Flag Gag: Planet Split in 2          | Il pianeta spaccato | 21 gennaio 2021   | 23 giugno 2021   |
| 17 | Salesduck                                   | Anatra porta a porta | 21 gennaio 2021   | 23 giugno 2021   |
| 18 | Pitcher Porky                               | Porky lanciatore | 21 gennaio 2021   | 24 giugno 2021   |
| 18 | Telephone Pole Gag: Cherry Picker           | La gru | 21 gennaio 2021   | 24 giugno 2021   |
| 18 | Duck Duck Boom!                             | Tic, toc, boom! | 21 gennaio 2021   | 24 giugno 2021   |
| 19 | Postalgeist                                 | L'albergo stregato | 21 gennaio 2021   | 24 giugno 2021   |
| 19 | Telephone Pole Gag: Anvil                   | Un nido scomodo | 21 gennaio 2021   | 24 giugno 2021   |
| 19 | Fudds Bunny                                 | Il travestimento | 21 gennaio 2021   | 24 giugno 2021   |
| 20 | Shoe Shine-nanigans                         | Il lustrascarpe | 21 gennaio 2021   | 25 giugno 2021   |
| 20 | Multiply and Conquer                        | I cloni | 21 gennaio 2021   | 25 giugno 2021   |
| 20 | Parky Pig                                   | Un parcheggio per Porky | 21 gennaio 2021   | 25 giugno 2021   |
| 21 | Shell Shocked                               | Sfida a New York | 21 gennaio 2021   | 25 giugno 2021   |
| 21 | The Daffy Dentist                           | Daffy dentista | 21 gennaio 2021   | 25 giugno 2021   |
| 22 | Puma Problems                               | Puma affamato | 29 aprile 2021    | 31 gennaio 2022  |
| 22 | Marvin Flag Gag: Bowling Ball               | Il pianeta bowling | 29 aprile 2021    | 31 gennaio 2022  |
| 22 | Duplicate Daffy                             | La fotocopia | 29 aprile 2021    | 31 gennaio 2022  |
| 23 | Key-Tastrophe                               | Chitastrofe | 29 aprile 2021    | 1 febbraio 2022  |
| 23 | Bugs Hole Gags: Hammer the Rabbit Hole      | Il martello tappabuchi | 29 aprile 2021    | 1 febbraio 2022  |
| 23 | A Devil Of A Drink                          | Tutto per una bevuta | 29 aprile 2021    | 1 febbraio 2022  |
| 24 | Weaselin’ In                                | Il cane del pollaio | 29 aprile 2021    | 2 febbraio 2022  |
| 24 | Time Out                                    | La pistola blocca-sblocca | 29 aprile 2021    | 2 febbraio 2022  |
| 25 | Bounty Bunny                                | Il caccia-Bunny | 29 aprile 2021    | 3 febbraio 2022  |
| 25 | Bugs Hole Gags: Underwear                   | Un buco scostumato | 29 aprile 2021    | 3 febbraio 2022  |
| 25 | Vender Bender                               | Uno snack a tutti i costi | 29 aprile 2021    | 3 febbraio 2022  |
| 26 | Mallard Practice                            | Daffy in tribunale | 29 aprile 2021    | 4 febbraio 2022  |
| 26 | Beaky Buzzard Gags: Mouse                   | Uno spuntino per due | 29 aprile 2021    | 4 febbraio 2022  |
| 26 | Born To Be Wile E.                          | Willy Ryder | 29 aprile 2021    | 4 febbraio 2022  |
| 27 | Raging Granny                               | Nonnina campionessa | 29 aprile 2021    | 7 febbraio 2022  |
| 27 | Daffy Psychic: Famous                       | Il mago Quack | 29 aprile 2021    | 7 febbraio 2022  |
| 27 | Spare Me                                    | Cambio gomme | 29 aprile 2021    | 7 febbraio 2022  |
| 28 | Marv Attacks!                               | Marv Attacks | 29 aprile 2021    | 8 febbraio 2022  |
| 28 | A Wolf in Cheap Clothing                    | Una pecora da tosare | 29 aprile 2021    | 8 febbraio 2022  |
| 29 | High Speed Hare                             | Il gremlin | 29 aprile 2021    | 9 febbraio 2022  |
| 29 | Beaky Buzzard Gags: Rattle Snake            | Lo spuntino | 29 aprile 2021    | 9 febbraio 2022  |
| 29 | Nutty Devil                                 | Noce cocciuta | 29 aprile 2021    | 9 febbraio 2022  |
| 30 | Pigture Perfect                             | La foto perfetta | 29 aprile 2021    | 10 febbraio 2022 |
| 30 | Telephone Pole Gag: Grappling Hook          | Il palo del telefono | 29 aprile 2021    | 10 febbraio 2022 |
| 30 | Swoop De Doo                                | Un finale al sale | 29 aprile 2021    | 10 febbraio 2022 |
| 31 | A Pane to Wash                              | I lavavetri | 29 aprile 2021    | 11 febbraio 2022 |
| 31 | Telephone Pole Gag: High Wire               | Un gatto impalato | 29 aprile 2021    | 11 febbraio 2022 |
| 31 | Saddle Sore                                 | Una bugia dopo l'altra | 29 aprile 2021    | 11 febbraio 2022 |

## Seconda stagione
| nº | Titolo originale                             | Titolo italiano                                        | Pubblicazione USA | Prima TV Italia  |
| -- | -------------------------------------------- | ------------------------------------------------------ | ----------------- | ---------------- |
| 32 | Red White and Bruised                        | Stelle, strisce e cani                                 | 8 luglio 2021     | 14 febbraio 2022 |
| 32 | Beaky Buzzard Gags: Bunny                    | Apparenze                                              | 8 luglio 2021     | 14 febbraio 2022 |
| 32 | Jet Porkpelled                               | Il super zainetto                                      | 8 luglio 2021     | 14 febbraio 2022 |
| 33 | Mummy Dummy                                  | L'Egitto in un albergo                                 | 8 luglio 2021     | 15 febbraio 2022 |
| 33 | Telephone Pole Gag: Shrinking Telephone Pole | Sempre più corto                                       | 8 luglio 2021     | 15 febbraio 2022 |
| 33 | In the Road Again!                           | Il tappa buche                                         | 8 luglio 2021     | 15 febbraio 2022 |
| 34 | Emotional Support Duck                       | Anatra di supporto                                     | 8 luglio 2021     | 16 febbraio 2022 |
| 34 | End of the Leash Gags: Tennis                | Lezione di tennis                                      | 8 luglio 2021     | 16 febbraio 2022 |
| 34 | Adopt Me!                                    | Adottami                                               | 8 luglio 2021     | 16 febbraio 2022 |
| 35 | Rage Rover                                   | Rover ficcanaso                                        | 8 luglio 2021     | 17 febbraio 2022 |
| 35 | To Hive and to Hold                          | Finché miele non vi separi                             | 8 luglio 2021     | 17 febbraio 2022 |
| 35 | Battle Stations                              | D'accordo mai                                          | 8 luglio 2021     | 17 febbraio 2022 |
| 36 | Bonehead                                     | Ossobuco                                               | 8 luglio 2021     | 18 febbraio 2022 |
| 36 | Relax!                                       | Relax                                                  | 8 luglio 2021     | Inedito          |
| 37 | Rotund Rabbit                                | Scorpacciata di carote                                 | 8 luglio 2021     | 21 febbraio 2022 |
| 37 | Hog Wash!                                    | Trailer bagnati                                        | 8 luglio 2021     | 21 febbraio 2022 |
| 38 | Nip and Duck                                 | Sarto su misura                                        | 8 luglio 2021     | 22 febbraio 2022 |
| 38 | Telephone Pole Gag: Circular Fan             | Gattovolante                                           | 8 luglio 2021     | 22 febbraio 2022 |
| 38 | Asphalt and Battery                          | Nuove strade                                           | 8 luglio 2021     | 22 febbraio 2022 |
| 39 | Battle of the Bunk                           | Guerra di letti                                        | 8 luglio 2021     | 23 febbraio 2022 |
| 39 | End of the Leash Gags: Pull the Carpet Out   | Oltre il limite                                        | 8 luglio 2021     | 23 febbraio 2022 |
| 39 | Hot Air Buffoon                              | La mongolfiera                                         | 8 luglio 2021     | 23 febbraio 2022 |
| 40 | Basket Bugs                                  | Basket Bunny                                           | 8 luglio 2021     | 24 febbraio 2022 |
| 40 | A Skate of Confusion!                        | Pattini a sega                                         | 8 luglio 2021     | 24 febbraio 2022 |
| 41 | Mt. Neverest                                 | La montagna infinita                                   | 8 luglio 2021     | 25 febbraio 2022 |
| 41 | Telephone Pole Gag: Zip Line                 | Brutta rima                                            | 8 luglio 2021     | 25 febbraio 2022 |
| 41 | Fast & Steady                                | Surf tra le rocce                                      | 8 luglio 2021     | 25 febbraio 2022 |
| 42 | Looney Tunes Cartoons Back to School Special | Esame da clown/Il solito scherzo/Un coniglio per mamma | 19 agosto 2021    | 7 marzo 2022     |

## Terza stagione
| nº | Titolo originale                         | Titolo italiano         | Pubblicazione USA | Prima TV Italia |
| -- | ---------------------------------------- | ----------------------- | ----------------- | --------------- |
| 43 | Sam-merica                               | Sam il conquistatore    | 25 novembre 2021  | 8 marzo 2022    |
| 43 | Put the Cat Out: Door Spin               | Porta girevole          | 25 novembre 2021  | 8 marzo 2022    |
| 43 | BBQ Bandit                               | Il barbeque             | 25 novembre 2021  | 8 marzo 2022    |
| 44 | Happy Birdy to You                       | La festa di Titti       | 25 novembre 2021  | 9 marzo 2022    |
| 44 | Daffy Psychic: New Love                  | Io vedo nel futuro      | 25 novembre 2021  | 9 marzo 2022    |
| 44 | Spring Forward, Fall Flat                | Le scarpe a molla       | 25 novembre 2021  | 9 marzo 2022    |
| 45 | Frame the Feline                         | Caccia al formaggio'    | 25 novembre 2021  | 10 marzo 2022   |
| 45 | Daffy Traffic Cop Stop: Boating License  | Documenti prego         | 25 novembre 2021  | 10 marzo 2022   |
| 45 | Unlucky Strikes                          | Porky strike            | 25 novembre 2021  | 10 marzo 2022   |
| 46 | Cro-Mag Numb Skulls                      | A caccia di dinosauri   | 25 novembre 2021  | 11 marzo 2022   |
| 46 | Trophy Hunter                            | Il cacciatore di trofei | 25 novembre 2021  | 11 marzo 2022   |
| 47 | Bathy Daffy                              | Anatra sfavillante      | 25 novembre 2021  | 14 marzo 2022   |
| 47 | End of the Leash Gags: Bullseye Painting | Bersaglio artistico     | 25 novembre 2021  | 14 marzo 2022   |
| 47 | Rabbit Sandwich Maker                    | La macchina di Taddeo   | 25 novembre 2021  | Inedito         |
| 47 | Put the Cat Out: Window                  | Finestra mobile         | 25 novembre 2021  | 14 marzo 2022   |
| 48 | Pardon the Garden                        | Pollice verde           | 25 novembre 2021  | 15 marzo 2022   |
| 48 | Put the Cat Out: Flat on the Door        | Silvestro fuori         | 25 novembre 2021  | 15 marzo 2022   |
| 48 | Downward Duck                            | Il maestro di yoga      | 25 novembre 2021  | 15 marzo 2022   |
| 49 | Lesson Plan 9 from Outer Space           | L'esame di guida        | 25 novembre 2021  | 16 marzo 2022   |
| 49 | Balloon Salesman: Baboon                 | L'ultimo babbuino       | 25 novembre 2021  | 16 marzo 2022   |
| 49 | Portal Kombat                            | Il doppio portale       | 25 novembre 2021  | 16 marzo 2022   |
| 50 | Virtual Mortality                        | Realtà virtuale         | 25 novembre 2021  | 17 marzo 2022   |
| 50 | Daffy Traffic Cop Stop: Lions            | Trasporto leoni         | 25 novembre 2021  | 17 marzo 2022   |
| 50 | Miner Threat                             | Canarino di sicurezza   | 25 novembre 2021  | 17 marzo 2022   |
| 51 | Fowl Ploy                                | Lo zio Rufus            | 25 novembre 2021  | 18 marzo 2022   |
| 51 | Sword Loser                              | La spada nella roccia   | 25 novembre 2021  | 18 marzo 2022   |

## Quarta stagione
| nº | Titolo originale                    | Titolo italiano         | Pubblicazione USA | Prima TV Italia                                     |
| -- | ----------------------------------- | ----------------------- | ----------------- | --------------------------------------------------- |
| 52 | Ring Master Disaster                | Il domatore di conigli  | 20 gennaio 2022   | 4 luglio 2022                                       |
| 52 | Put the Cat Out: Eyeball            | Il solito Silvestro     | 20 gennaio 2022   | 4 luglio 2022                                       |
| 52 | The Pain Event                      | Porky pugile            | 20 gennaio 2022   | 4 luglio 2022                                       |
| 53 | Drum Schtick!                       | Un bosco rumoroso       | 20 gennaio 2022   | 5 luglio 2022                                       |
| 53 | Bugs Hole Gags 2: Frisbee           | Il buco mobile          | 20 gennaio 2022   | 5 luglio 2022                                       |
| 53 | Beast A-Birdin                      | La voliera              | 20 gennaio 2022   | 5 luglio 2022                                       |
| 54 | Blunder Arrest                      | Junior                  | 20 gennaio 2022   | 14 luglio 2022 (spezzone su Cartoon Network Italia) |
| 54 | Telephone Pole Gag: Airplane Stairs | Aerei infuocati         | 20 gennaio 2022   | 6 luglio 2022                                       |
| 54 | Cymbal Minded                       | Servizio di piatti      | 20 gennaio 2022   | 6 luglio 2022                                       |
| 55 | Hook Line and Stinker!              | Squali alle Fiji        | 20 gennaio 2022   | 7 luglio 2022                                       |
| 55 | Balloon Salesman: Everything Pops   | Palloncini              | 20 gennaio 2022   | 7 luglio 2022                                       |
| 55 | Don't Treadmill on Me               | Tenersi in forma        | 20 gennaio 2022   | 7 luglio 2022                                       |
| 56 | Stained By Me                       | Smacchia la macchia     | 20 gennaio 2022   | 8 luglio 2022                                       |
| 56 | Pilgwim's Pwogwess                  | Tacchino o coniglio?    | 20 gennaio 2022   | 8 luglio 2022                                       |
| 57 | Hideout Hare                        | Nella tana del coniglio | 20 gennaio 2022   | 11 luglio 2022                                      |
| 57 | Daffy Magician: An Ordinary Mop     | Il mago delle pulizie   | 20 gennaio 2022   | 11 luglio 2022                                      |
| 58 | Booby Prize                         | Il mio amico Bob        | 20 gennaio 2022   | 12 luglio 2022                                      |
| 58 | End of the Leash Gags: Pea Shooter  | Colpo perfetto          | 20 gennaio 2022   | 12 luglio 2022                                      |
| 58 | Balloon Salesman: Porky's Head      | Mezzo palloncino        | 20 gennaio 2022   | 12 luglio 2022                                      |
| 59 | Grand Canyon Canary                 | Asinello per un giorno  | 20 gennaio 2022   | 13 luglio 2022                                      |
| 59 | Hole in Dumb                        | Buca in uno             | 20 gennaio 2022   | 13 luglio 2022                                      |
| 60 | Funeral for A Fudd                  | Taddeo angioletto       | 20 gennaio 2022   | 14 luglio 2022                                      |
| 60 | Love Goat                           | La proposta di Porky    | 20 gennaio 2022   | 14 luglio 2022                                      |
| 61 | Practical Jerk                      | Pesce d'aprile          | 20 gennaio 2022   | 15 luglio 2022                                      |
| 61 | Bottoms Up                          | L'auto-pranzo           | 20 gennaio 2022   | 15 luglio 2022                                      |

## Quinta stagione
| nº | Titolo originale                                | Titolo italiano                                                                                                  | Pubblicazione USA | Prima TV Italia |
| -- | ----------------------------------------------- | --- | ----------------- | --------------- |
| 62 | Looney Tunes Cartoons Valentine's Extwavaganza! | Le follie di San Valentino (Cioccolata amorosa/Amore a prima vista/Bunny e la bestia)                            | 3 febbraio 2022   | 2 ottobre 2023  |
| 63 | Bugs Bunny's Howl-O-Skreem Spooktacula          | Lo spaventoso speciale del terrore di Bugs Bunny (Brividi nella notte/La pozione/Il motel della paura/La mummia) | 29 settembre 2022 | 31 ottobre 2023 |
| 64 | Skyscraper Scrap                                | Scontro ad alta quota                                                                                            | 6 aprile 2023     | 3 ottobre 2023  |
| 64 | Balloon Salesman: Feeling Down                  | Giù di morale | 6 aprile 2023     | 3 ottobre 2023  |
| 64 | The Devil and the Deep Blue Sea                 | Il diavolo della Tasmania                                                                                        | 6 aprile 2023     | 3 ottobre 2023  |
| 65 | Crumb and Get It                                | Scontro tra briciole                                                                                             | 6 aprile 2023     | 4 ottobre 2023  |
| 65 | Bugs Hole Gags 2: Mini Bugs                     | Mini Bugs | 6 aprile 2023     | 4 ottobre 2023  |
| 65 | Construction Obstruction                        | Lavori in corso                                                                                                  | 6 aprile 2023     | 4 ottobre 2023  |
| 66 | Yosemite Samurai                                | Sam il samurai                                                                                                   | 6 aprile 2023     | 5 ottobre 2023  |
| 66 | Bugs Hole Gags 2: Bees Nest                     | Una pancia accogliente                                                                                           | 6 aprile 2023     | 5 ottobre 2023  |
| 66 | Dummies in the Dark                             | Mostri nel buio                                                                                                  | 6 aprile 2023     | 5 ottobre 2023  |
| 67 | Pain Rent                                       | Una stanza per Gossamer                                                                                          | 6 aprile 2023     | 6 ottobre 2023  |
| 67 | Nest Effort                                     | Cercasi casa | 6 aprile 2023     | 6 ottobre 2023  |
| 68 | Feather of the Bride                            | Il padre della sposa                                                                                             | 6 aprile 2023     | 9 ottobre 2023  |
| 68 | Daffy Magician: Pick A Card                     | Pesca la carta                                                                                                   | 6 aprile 2023     | 9 ottobre 2023  |
| 68 | Bugs Hole Gags 2: Rattlesnakes                  | Serpenti a sonagli                                                                                               | 6 aprile 2023     | 9 ottobre 2023  |
| 69 | Poolside Pest                                   | Daffy bagnino | 6 aprile 2023     | 10 ottobre 2023 |
| 69 | Put the Cat Out: Inside Out                     | Trucco magico | 6 aprile 2023     | 10 ottobre 2023 |
| 69 | Bulls-eye Bunny                                 | Stiletto Sam | 6 aprile 2023     | Inedito         |
| 70 | Auto Birdy Shop                                 | Titti meccanico                                                                                                  | 6 aprile 2023     | 11 ottobre 2023 |
| 70 | Daffy Traffic Cop Stop: Phone Booth             | Al volante | 6 aprile 2023     | 11 ottobre 2023 |
| 70 | Eyes Wide Fudd                                  | L'iniziazione | 6 aprile 2023     | 11 ottobre 2023 |
| 71 | Livin' the Daydream                             | Sogni a occhi aperti                                                                                             | 6 aprile 2023     | 12 ottobre 2023 |
| 71 | Duck Hunting Gag: Holograms                     | L'ologramma | 6 aprile 2023     | 12 ottobre 2023 |
| 71 | Fake it 'Til You Bake It                        | Una torta disastrosa                                                                                             | 6 aprile 2023     | 12 ottobre 2023 |
| 72 | Funny Book Bunny                                | Il fumetto di Taddeo                                                                                             | 6 aprile 2023     | 13 ottobre 2023 |
| 72 | Balloon Salesman: All the Balloons              | Palloncini pesanti                                                                                               | 6 aprile 2023     | 13 ottobre 2023 |
| 72 | Kitty Krashers                                  | Invasioni di gatti                                                                                               | 6 aprile 2023     | 13 ottobre 2023 |

## Sesta stagione
| n° | Titolo originale                 | Titolo italiano         | Pubblicazione USA | Prima TV Italia |
| -- | -------------------------------- | ----------------------- | ----------------- | --------------- |
| 73 | Birthday Grifts                  | Un compleanno speciale  | 27 luglio 2023    | 15 ottobre 2023 |
| 73 | Daffy Magician: Vintage Porkys   | Abracadabra             | 27 luglio 2023    | 15 ottobre 2023 |
| 73 | Tub-o-War                        | K-9 si ribella          | 27 luglio 2023    | 15 ottobre 2023 |
| 74 | Oregon Fail                      | Viaggio verso ovest     | 27 luglio 2023    | 16 ottobre 2023 |
| 74 | Duck Hunting Gag: Duck Call      | Il richiamo             | 27 luglio 2023    | 16 ottobre 2023 |
| 74 | Life's a Beach                   | Giornata al mare        | 27 luglio 2023    | 16 ottobre 2023 |
| 75 | Pearl of My Dreams               | In fondo al mare        | 27 luglio 2023    | 17 ottobre 2023 |
| 75 | Bugs Hole Gags 2: Down the Drain | Giù per lo scarico      | 27 luglio 2023    | 17 ottobre 2023 |
| 75 | Mech-A-Mess                      | Nuove tecnologie        | 27 luglio 2023    | 17 ottobre 2023 |
| 76 | Boarding Games                   | L'albergo per animali   | 27 luglio 2023    | 18 ottobre 2023 |
| 76 | Put the Cat Out: Paintings       | Ritratti materni        | 27 luglio 2023    | 18 ottobre 2023 |
| 76 | Winter Hungerland                | Caccia invernale        | 27 luglio 2023    | 18 ottobre 2023 |
| 77 | Tweet Suite                      | Il club                 | 27 luglio 2023    | 19 ottobre 2023 |
| 77 | Daffy Magician: Cut in Half      | Porky dimezzato         | 27 luglio 2023    | 19 ottobre 2023 |
| 77 | Desert Menu                      | Dieta desertica         | 27 luglio 2023    | 19 ottobre 2023 |
| 78 | Abducted Bunny                   | La collezione di Marvin | 27 luglio 2023    | 22 ottobre 2023 |
| 78 | Daffy Psychic: A New Job         | Il nuovo sensitivo      | 27 luglio 2023    | 22 ottobre 2023 |
| 78 | Duck Hunting Gag: Decoy          | Ka-boom!                | 27 luglio 2023    | 22 ottobre 2023 |
| 78 | Daffy Magician: Skeleton         | Porky e ossa            | 27 luglio 2023    | 22 ottobre 2023 |
| 79 | Feline Lucky                     | Felino fortunato        | 27 luglio 2023    | 23 ottobre 2023 |
| 79 | Prickly Pair                     | Un amore spinoso        | 27 luglio 2023    | 23 ottobre 2023 |
| 80 | Wrong with the Wind              | Lavoro al vento         | 27 luglio 2023    | 24 ottobre 2023 |
| 80 | Daffy Magician: Pigs Feet        | Zampe di maiale         | 27 luglio 2023    | 24 ottobre 2023 |
| 80 | Moody at the Movies              | Tre orsi al cinema      | 27 luglio 2023    | 24 ottobre 2023 |
| 81 | Boardwalk Bunny                  | Giochi truccati         | 27 luglio 2023    | 25 ottobre 2023 |
| 81 | Duck Hunting Gag: Crossbow       | La balestra             | 27 luglio 2023    | 25 ottobre 2023 |
| 81 | Cat Fished                       | Il corteggiatore        | 27 luglio 2023    | 25 ottobre 2023 |
| 82 | Daffy in Wackyland               |                         | 13 giugno 2024    |                 |

## Altri episodi
Alcuni episodi sono stati pubblicati in anteprima, ma non sono ancora stati trasmessi ufficialmente.
| Titolo originale               | Pubblicazione USA | Note                                                                 |
| ------------------------------ | ----------------- | -------------------------------------------------------------------- |
| Dynamite Dance                 | 12 giugno 2019    | Distribuito attraverso YouTube.                                      |
| Sick as a Hare                 | Giugno 2019       | Mostrato al festival internazionale di Annecy.                       |
| High Hopes                     | 22 gennaio 2021   | Distribuito attraverso YouTube.                                      |
| Hole Lotta Trouble             | 29 gennaio 2021   | Distribuito attraverso YouTube.                                      |
| Happy Birthday Bugs Bunny!     | 10 maggio 2021    | Distribuito attraverso YouTube.                                      |
| Wile E. Coyote's Super Pellets | 24 luglio 2021    | Mostrato al Looney Tunes Cartoons San Diego Comic Con At Home Panel. |